# Crow Agency
Crow Agency és una concentració de població designada pel cens dels Estats Units a l'estat de Montana. Segons el cens del 2000 tenia 1.552 habitants.

## Demografia
Segons el cens del 2000, Crow Agency tenia 1.552 habitants, 336 habitatges, i 303 famílies. La densitat de població era de 82,3 habitants per km². El 3,74% són blancs, el 95,68% són amerindis, el 0,06% són asiàtics, i el 0,52% de dues o més races. Els  hispànics o llatins de qualsevol raça eren l'1,16% de la població.
Dels 336 habitatges en un 52,4% hi vivien nens de menys de 18 anys, en un 55,4% hi vivien parelles casades, en un 26,5% dones solteres, i en un 9,8% no eren unitats familiars. En el 7,4% dels habitatges hi vivien persones soles el 0,6% de les quals corresponia a persones de 65 anys o més que vivien soles. El nombre mitjà de persones vivint en cada habitatge era de 4,4 i el nombre mitjà de persones que vivien en cada família era de 4,66.
Per edats la població es repartia de la següent manera: un 41,5% tenia menys de 18 anys, un 10,6% entre 18 i 24, un 25,5% entre 25 i 44, un 17,8% de 45 a 60 i un 4,6% 65 anys o més.
L'edat mediana era de 23 anys. Per cada 100 dones de 18 o més anys hi havia 89,2 homes.
La renda mediana per habitatge era de 22.438 $ i la renda mediana per família de 27.768 $. Els homes tenien una renda mediana de 17.300 $ mentre que les dones 15.804 $. La renda per capita de la població era de 7.354 $. Aproximadament el 39,6% de les famílies i el 40,9% de la població estaven per davall del llindar de pobresa.

## Poblacions més properes
El següent diagrama mostra les poblacions més properes.